# Plectofrondiculariinae
Plectofrondiculariinae es una subfamilia de foraminíferos bentónicos de la Familia Plectofrondiculariidae, de la superfamilia Nodosarioidea, del suborden Lagenina y del orden Lagenida. Su rango cronoestratigráfico abarca desde el Triásico superior hasta la Actualidad.

## Discusión
Clasificaciones previas incluían Plectofrondiculariinae en la familia Nodosariidae.

## Clasificación
Plectofrondiculariinae incluye a los siguientes géneros:
- Behillia
- Berthelinella †
- Dyofrondicularia †
- Lankesterina †
- Nuttallus †
- Parafrondicularia
- Plectofrondicularia †
- Proxifrons
- Sieberina
- Yneziella †
- Plectolingulina †
- Staffia †

Otros géneros considerados en Plectofrondiculariinae son:
- Mucronina, antes en la Familia Nodosariidae
- Paralingulina, antes en la Familia Ichthyolariidae

Otro género considerado en Plectofrondiculariinae y clasificado actualmente en otra familia es:
- Amphimorphina, ahora en la familia Chrysalogoniidae

Otros géneros considerados en Plectofrondiculariinae son:
- Lagenonodosaria, aceptado como Amphicoryna
- Nuttallus, aceptado como Mucronina
- Proxifrons, aceptado como Mucronina